# Kafa

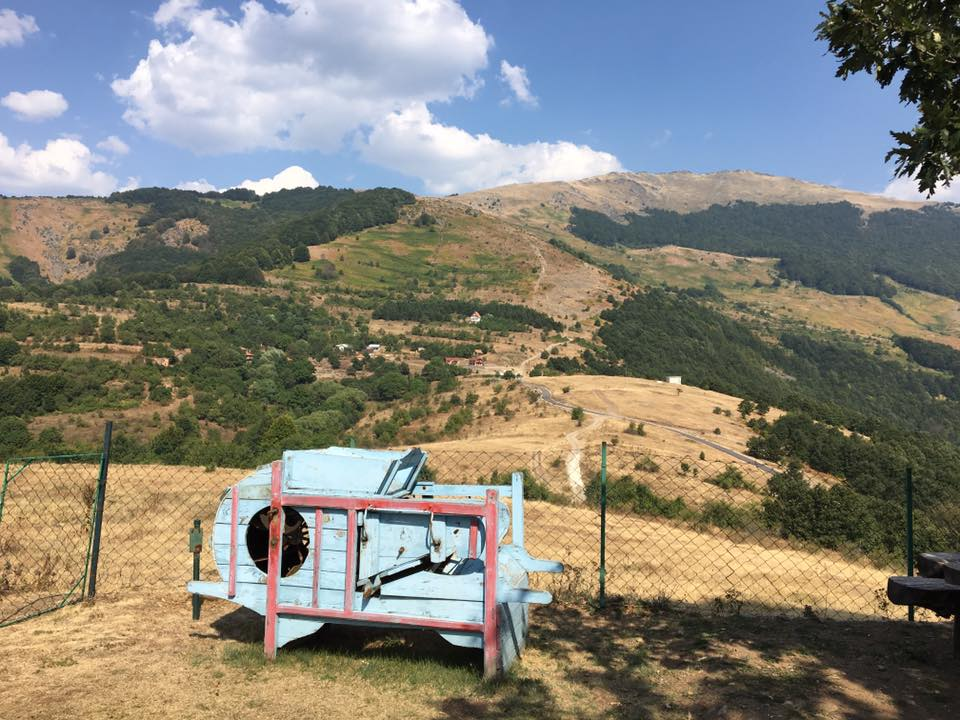
Pohled na vesnici Ḱafa zpovzdálí

Ḱafa (makedonsky: Ќафа, albánsky: Qafë) je vesnice v Severní Makedonii. Nachází se v opštině Gostivar v Položském regionu. Název vesnice pochází z albánského slova qafë, což znamená v překladu krk.
Podle sčítání lidu z roku 2021 žije ve vesnici již nikdo nežije.  